# Станкевич, Ричард
Ри́чард Станке́вич (англ. Richard Stankiewicz; 18 октября 1922, Филадельфия, США — 27 марта 1983, Уортингтон, Массачусетс) — американский живописец и скульптор, один из пионеров джанк-арта.

## Биография
Ричард Станкевич родился в Филадельфии 18 октября 1922, младший из троих детей. После преждевременной смерти отца семья переезжает в Детройт, где Станкевич поступает в школу. Между 1936 и 1940 он посещал уроки черчения, объемной геометрии, искусства и музыки в Cass Technical High School. Станкевич был вынужден отказаться от стипендии Cranbrook Academy of Art в 1940 по финансовым причинам, работает в военно-морских силах США в качестве радиста. Увольняется в 1947 с множеством наград. Во время службы он создает первые работы: скульптуры из костей животных, первые картины.
В 1948 Станкевич переехал в Нью-Йорк, где учился в Школе изобразительных искусств Ханса Хофмана. Там он знакомится со студентом Жаном Фоллеттом (Jean Follett), который будет его компаньоном до 1957. В 1950, вместе с Фоллеттом, Станкевич едет в Париж, чтобы учиться сначала в мастерской Фернана Леже, а затем у скульптора Осипа Цадкина. В 1951 Станкевич возвращается в Нью-Йорк. До 1964 он подрабатывает внештатным чертежником.
Первая персональная выставка Станкевича проходит в 1952 в Hansa Gallery, которая была незадолго до этого основана как один из первых «кооперативов десятой улицы». Среди других членов кооператива были Вольф Кан (Wolf Kahn), Феликс Пасилис, Фоллетт, Барбара и Майлз Форст, Джон Грюн, Аллан Капроу, Ян Мюллер (Jan Müller), Арнольд Зингер (Arnold Singer), Джейн Уилсон (Jane Wilson). Он принял участие во множестве персональных и групповых выставок в Hansa Gallery до 1957; его работы были встречены с растущим интересом среди критиков, были куплены Музеем современного искусства и Музеем Уитни.
В 1958 Станкевич начинает работать с Stable Gallery и сотрудничает с ней до 1965. Принимает участие в 29-й Венецианской биеннале. 1959 — время нескольких важных выставок, в том числе — «Шестнадцать Американцев» (Sixteen Americans), организованной Дороти Миллер в Музее современного искусства, где он делит пространство с Джаспером Джонсом, Эллсуортом Келли (Ellsworth Kelly), Лесли (Al Leslie), Луизой Невельсон (Louise Nevelson), Робертом Раушенбергом и Фрэнком Стелла. В 1960 Станкевич встретил Жана Тенгели в Нью-Йорке, где он работал в Музее современного искусства над «Homage to New York».
Станкевич принимает участие в 1961 в выставке нового реализма, организованной Пьером Рестани в Галерее Rive Droite в Париже. Pontus Hulten, директор Moderna Museet в Стокгольме, приглашает его создать кинетическую работу для выставки «Rörelse i Konsten» (Движение в искусстве). В этом же году Станкевич женился на Патриции Дойл (Patricia Doyle), австралийке, с которой он имеет двоих сыновей.
В 1962 в Стокгольме проходит выставка «4 Americanare» (которая также включает Джаспера Джонса, Роберта Раушенберга и Альфреда Лесли); затем она едет в Амстердам и Берн, где Харальд Зееманн (Harald Szeemann) показывает её в Кунстхалле.
В 1966 Станкевич разрывает отношения с Stable Gallery и не выставляется в Нью-Йорке до 1972. Он преподает в Государственном университете Нью-Йорка; в Hobart School of Welding in Troy (Огайо); в Skowhegan School of Art (Мэн). Его работы путешествуют по групповым выставкам в Европе (например, «Шесть молодых американских скульпторов», 1966, с Lee Bontecou, Джоном Чемберленом, George Segal, Джорджем Шугерманом и Марком Ди Суверо, в Амстердаме, Берне и Брюсселе).
В 1972 начинает сотрудничать с Virginia Zabriskie Gallery в Нью-Йорке, его работы снова выставляются на персональных выставках. В 1977 он снова едет в Париж, на открытие Центра Помпиду, где выставлена его работа «Europa on a Cycle». В 1978 он разводится. В 1979 Nancy Liddle, директор художественной галереи государственного университета Нью-Йорка, организует ретроспективу Станкевича.
В 1982 он путешествует в Париж, чтобы закончить работы для весенней выставки в Zabriskie Gallery. Серьёзная болезнь заставляет его вернуться в США. 27 марта 1983 Станкевич умер в англ. Уортингтоне, Массачусетс.

## Творчество
Фигуративные и абстрактные конструкции Ричарда Станкевича, сваренные из металлолома, способствовали распространению использования бросовых материалов в современной абстрактной скульптуре. Художник стал известен в 1950-х годах композициями из металлического мусора, живыми и юмористичными, стирающими различие между скульптурой и ассамбляжем. В творчестве Станкевича можно проследить много влияний, включая африканскую племенную скульптуру, коллажи Пикассо и Швиттерса, работы его учителя Ханса Хофмана.
Ранние скульптуры Станкевича сделаны с чувством юмора, иногда носят сатирический характер. Во время путешествия по Австралии в 1969 году, Станкевич начал создавать абстрактные формы. Поздние работы художника напоминают абстрактный экспрессионизм. Прямоугольные рамы из сварной стали образуют открытые структуры, через которые движутся динамичные формы.

## Публичные коллекции
- Hirshhorn Museum and Sculpture Garden (недоступная ссылка), Вашингтон, США
- Addison Gallery of American Art, Эндовер, Массачусетс
- Кливлендский музей искусств, Огайо
- Courtauld Institute of Art, Лондон, Великобритания
- Гарвардский художественный музей, Массачусетс
- Los Angeles County Museum (недоступная ссылка), Лос-Анджелес, США
- Middlebury College Museum of Art, Вермонт
- Smithsonian American Art Museum (недоступная ссылка), Вашингтон, США
- Walker Art Center, Миннесота